# 배리 오토

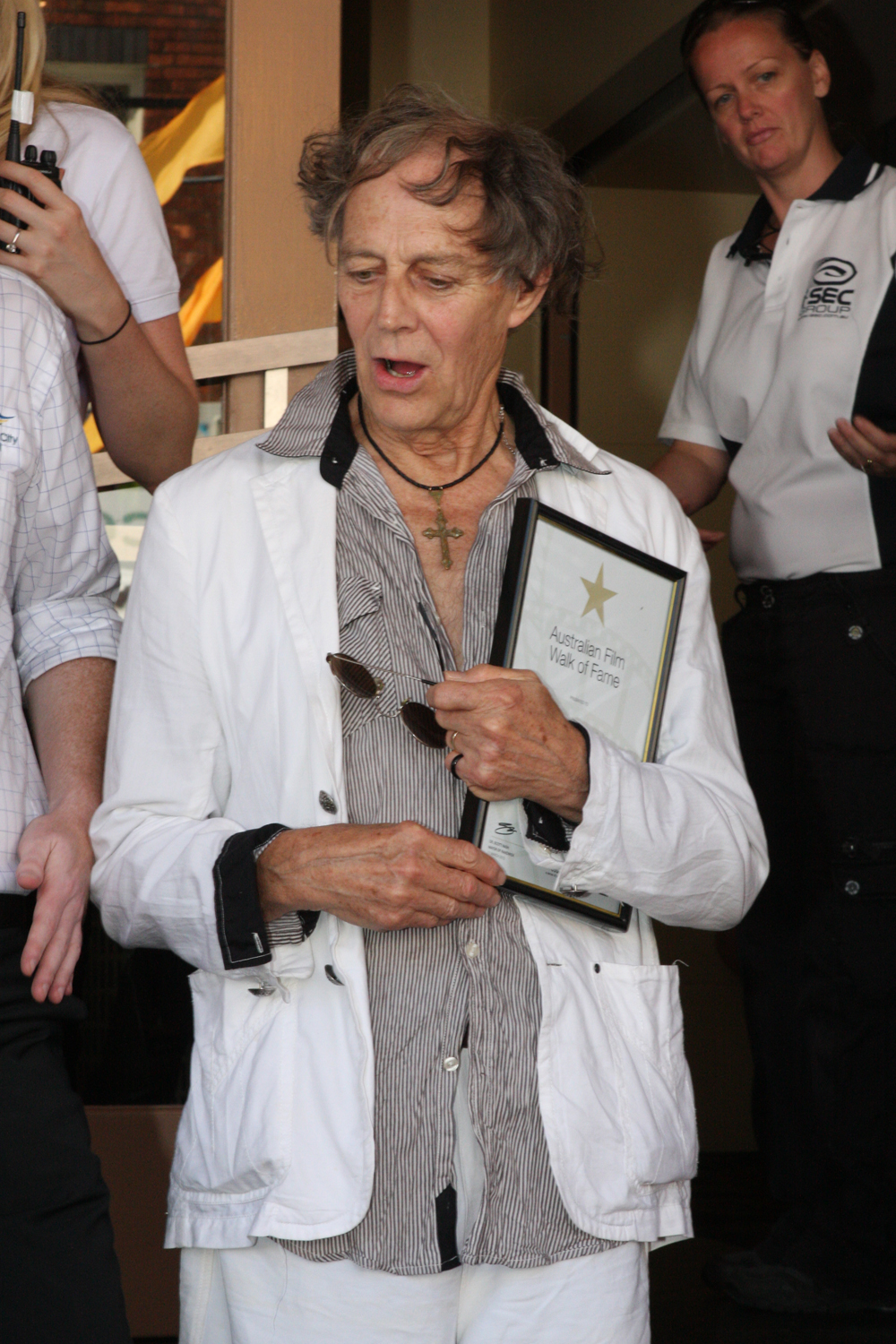

배리 오토(Barry Otto, 1941년 1월 1일 ~ )는 오스트레일리아의 배우, 연극 배우, 영화배우, 텔레비전 배우이다.
브리즈번에서 태어났다.

## 방송
- 댄스 아카데미 시즌3

## 영화
- 피쉬 위드 레그스 (2016년)
- 모험왕 블링키 (2015년)
- 드레스메이커 (2015년) - 퍼시벌 알마낙 역
- 웨이팅 포 더 터닝 오브 더 어스 (2011년)
- 심스트리스 (2010년)
- 가디언의 전설 (2010년)
- 쓰리 블라인드 마이스 (2008년)
- $9.99 (2008년)
- 오스트레일리아 (2008년)
- 러브스 브라더 (2004년)
- 아빠의 시계 (2001년)
- 인빈서블 (2001년)
- 오스카와 루신다 (1997년)
- 키스 올 킬 (1997년)
- 성룡의 나이스 가이 (1997년)
- 코시 (1996년)
- 더 커스토디언 (1993년)
- 터치 미 (1993년)
- 댄싱 히어로 (1992년)
- 응징자 (1989년)
- 하울링 3 (1987년)
- 블리스 (1985년)